# Before This World
| Совокупная оценка | Совокупная оценка |
| Источник          | Оценка            |
| ----------------- | ----------------- |
| Metacritic        | 65/100            |
| Оценки критиков   |                   |
| Источник          | Оценка            |
| AllMusic          | [ 2 ]             |
| The Telegraph     | [ 3 ]             |
| Daily Mail        | [ 4 ]             |
| Newsday           | A                 |
| Rolling Stone     | [ 6 ]             |

Before This World — семнадцатый студийный альбом американского музыканта Джеймса Тейлора, изданный 15 июня 2015 года на лейбле Concord Records. Это первый студийный диск музыканта с оригинальным материалом после October Road (2002).
7 декабря 2015 года был номинирован на премию Грэмми-2016 в категории Лучший вокальный поп-альбом.

## История
Запись проводилась в штате Массачусетс, где ему на ударных помогал Steve Gadd, а на бас-гитаре играл Jimmy Johnson. В апреле 2015 Тейлор анонсировал короткий концертный тур по США (с 2 июля по 6 августа для продвижения нового альбома).
В США Before This World дебютировал 21 июня 2015 года на позиции № 1 с тиражом 97,000 единиц, став первым для Тейлора чарттоппером американского хит-парада Billboard 200. В итоге он опередил группу Black Sabbath как второй самый долго ждавший за всю карьеру музыканта своего первого места — 45 лет после своего диска Sweet Baby James (1970), уступая в этом только рекордсмену с 54-летним ожиданием у Tony Bennett. Также он имел 11 альбомов в Top-10 прежде чем достиг № 1 (больше только у Neil Diamond). На следующую неделю альбом спустился в чарте на позицию № 5 с тиражом 50,000 копий.

## Список композиций
Автор всех треков (кроме оговоренных) сам Тейлор.
| №                   | Название                                                   | Автор(ы)            | Длительность |
| ------------------- | ---------------------------------------------------------- | ------------------- | ------------ |
| 1.                  | «Today Today Today»                                        |                     | 3:09         |
| 2.                  | «You and I Again»                                          |                     | 3:52         |
| 3.                  | «Angels of Fenway»                                         |                     | 3:18         |
| 4.                  | «Stretch of The Highway»                                   |                     | 5:32         |
| 5.                  | «Montana»                                                  |                     | 3:25         |
| 6.                  | «Watchin' Over Me»                                         |                     | 4:07         |
| 7.                  | «SnowTime»                                                 |                     | 5:48         |
| 8.                  | «Before This World / Jolly Springtime» (при участии Sting) |                     | 5:34         |
| 9.                  | «Far Afghanistan»                                          |                     | 4:04         |
| 10.                 | «Wild Mountain Thyme»                                      | Francis McPeake     | 2:56         |
| Общая длительность: | Общая длительность:                                        | Общая длительность: | 41:45        |

| №   | Название                                          | Автор(ы)      | Длительность |
| --- | ------------------------------------------------- | ------------- | ------------ |
| 11. | «Pretty Boy Floyd»                                | Woody Guthrie | 5:10         |
| 12. | «I Can't Help It (If I'm Still In Love With You)» | Hank Williams | 3:53         |
| 13. | «Diamond Joe»                                     | Traditional   | 3:05         |

| №  | Название                                           | Автор(ы)         | Длительность |
| -- | -------------------------------------------------- | ---------------- | ------------ |
| 1. | «9lb Hammer» (2015 Demo)                           |                  | 3:05         |
| 2. | «6/4 Shuffle» (2015 Instrumental)                  |                  | 2:42         |
| 3. | «Joshua Gone Barbados» (1983 unreleased recording) | Eric Von Schmidt | 4:04         |
| 4. | «Whenever You're Ready» (2003 Live Performance)    |                  | 4:01         |
| 5. | «ShowTimeLine» (Evolution of the song "SnowTime")  |                  | 9:31         |

| №                   | Название                                                             | Длительность |
| ------------------- | -------------------------------------------------------------------- | ------------ |
| 1.                  | «There We Were: The Recording of James Taylor's 'Before This World'» | 30:00        |
| Общая длительность: | Общая длительность:                                                  | 30:00        |

| №                   | Название                                                                                | Длительность |
| ------------------- | --------------------------------------------------------------------------------------- | ------------ |
| 1.                  | «There We Were: The Recording of James Taylor's 'Before This World'» (expanded version) | 35:00        |
| Общая длительность: | Общая длительность:                                                                     | 35:00        |

## Чарты
| Чарт (2015)                             | Высшая позиция |
| --------------------------------------- | -------------- |
| Австралия (ARIA)                        | 12             |
| Бельгия/Фландрия (Ultratop)             | 32             |
| Бельгия/Валлония (Ultratop)             | 88             |
| Канада (Canadian Albums Chart)          | 10             |
| Нидерланды (Album Top 100)              | 13             |
| Германия (Offizielle Top 100)           | 32             |
| Ирландия (IRMA)                         | 11             |
| Италия (Classifica album)               | 22             |
| Japanese Albums (Japanese Albums Chart) | 51             |
| Новая Зеландия (RMNZ)                   | 12             |
| Норвегия (VG-lista)                     | 16             |
| Испания (PROMUSICAE)                    | 31             |
| Швейцария (Schweizer Hitparade)         | 41             |
| Великобритания (UK Albums Chart)        | 4              |
| США (Billboard 200)                     | 1              |

## Награды и номинации
| Год  | Организация   | Награда                     | Результат | Ссылка |
| ---- | ------------- | --------------------------- | --------- | ------ |
| 2016 | Grammy Awards | Лучший вокальный поп-альбом | Номинация | [ 7 ]  |